# Bosque estatal de Río Abajo
El Bosque estatal de Río Abajo es una reserva forestal en Puerto Rico ubicado en los municipios de Utuado y Arecibo, entre el río Tanamá y el lago Dos Bocas, administrado por el Departamento de Recursos Naturales y Ambientales de Puerto Rico. Se trata en su mayoría de bosque húmedo subtropical kárstico y húmedo. Mogotes y sumideros llenan el paisaje. Es donde se ubican especies de flora y fauna incluyendo algunas en peligro de extinción, como el halcón puertorriqueño «guaraguao» (Buteo platypterus brunnescens), la boa puertorriqueña (Epicrates inornatuss), y una población en cautiva de loros (Amazona vittata) endémica  del archipiélago de Puerto Rico en peligro de extinción. Los Loros en cautiverio están siendo lentamente liberados en el Río Abajo, en un intento de formar una segunda población. En el Bosque estatal de Río Abajo se encuentra una de las mejores representaciones de la región cársica del norte de Puerto Rico.

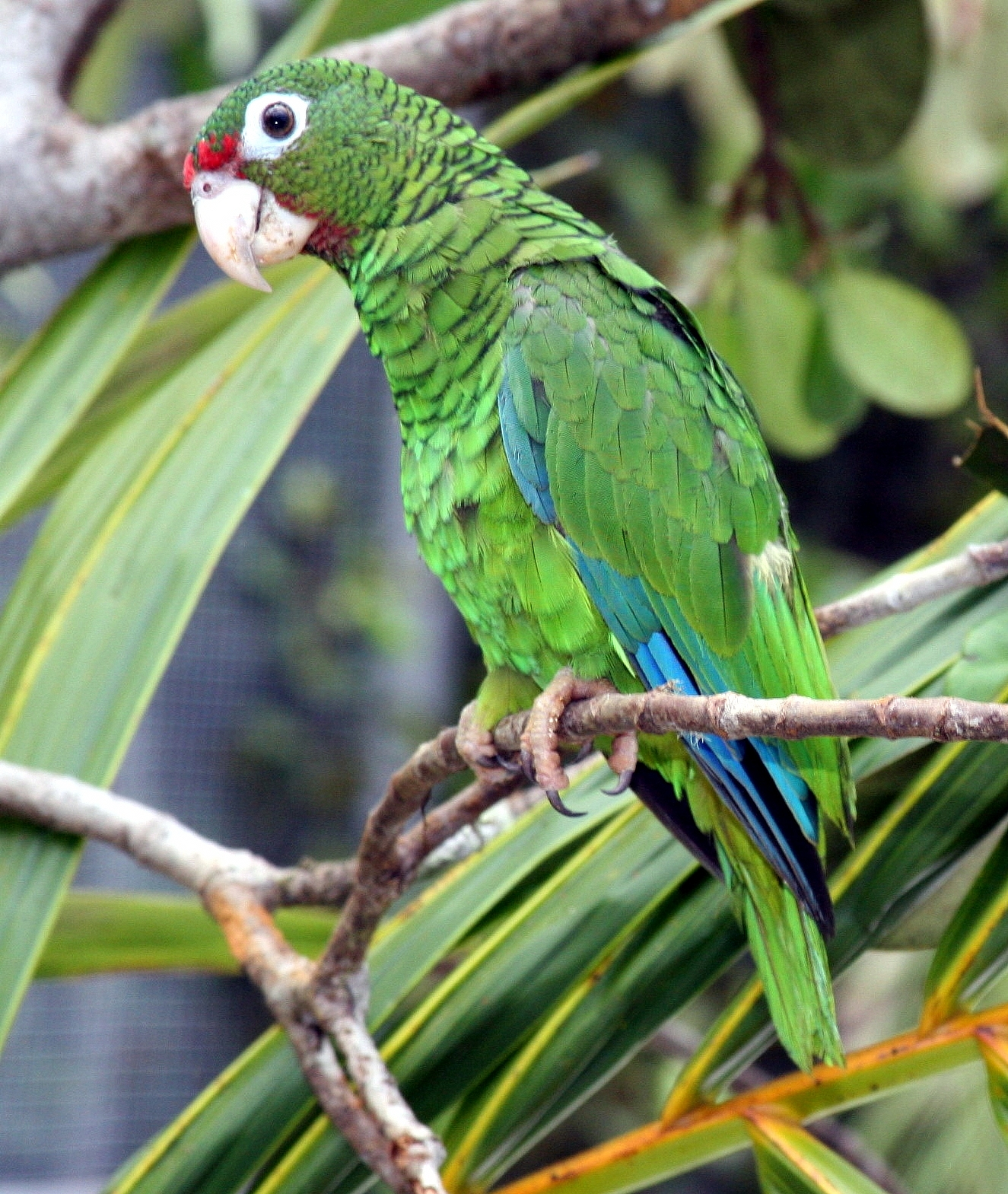
La «cotorra puertorriqueña» en peligro de extinción